# RÜ
 (mai 2014).
Si vous disposez d'ouvrages ou d'articles de référence ou si vous connaissez des sites web de qualité traitant du thème abordé ici, merci de compléter l'article en donnant les références utiles à sa vérifiabilité et en les liant à la section « Notes et références ».
RÜ, de son vrai nom Albert Quéméré est un dessinateur humoriste, caricaturiste et illustrateur français, né le 12 août 1924 à Paris 14e et décédé le 15 octobre 1995 à Ballainvilliers.

## Biographie
Albert-Louis-Hervé Quéméré naît en 1924 à Paris. Son père est puisatier, sa mère, femme de ménage, deux Bretons « immigrés de l'intérieur ».
Il est formé à la gravure en taille douce et au dessin de publicité à l'école Estienne. Diplômé en 1944, il rentre à la Manufacture nationale de Sèvres en qualité de graveur-décorateur le 5 juin, la veille du débarquement en Normandie.
Pour échapper à la guerre en Alsace ou en Indochine, il s'engage au Service cartographique des armées en février 1945. Il y dessine cartes et illustrations jusqu'à sa démobilisation à la fin de l'année.
Après la guerre, Albert Quéméré travaille d'abord comme graveur de reproduction salarié d'un éditeur avant de travailler en indépendant. Il réalise de la gravure pour l'illustration de livres, des couvertures pour les éditions Stock, des travaux publicitaires, des emballages pharmaceutiques...
Il suit les cours de Robert Lesbounit à Montparnasse avec Bourigeaud, Ipousteguy, Ibarra, Pécheux, Leduc, Sutter, Martin. RÜ participe à la fresque de l'église Saint-Jacques de Montrouge.
De 1947 à 1948 puis de 1957 à 1961, il est salarié de l'hebdomadaire Noir et Blanc, en tant que conseiller artistique.
C'est par hasard, pour remplacer une illustration qui n'était pas arrivée, qu'il y publie ses premiers dessins. Le dessins sont signés « RV »  (en phonétique son deuxième prénom), le public lit « RU ». Il optera donc pour « RÜ », qui, en breton, signifie « rouquin. »
Après une escapade en Angleterre où il dessine pour Men Only (en), Rü réalise dans une vingtaine de journaux français, pendant une quinzaine d'années, des dessins d'humour, réservant à Noir et Blanc la majeure partie de ses dessins d'actualité et caricatures politiques.
En 1961, Albert Quéméré réintègre sur concours l'école Estienne des arts et industries graphiques. Il y enseigne le maquette, la mise en page et la typographie,
Il continue parallèlement le dessin de presse mais doit cesser en 1970 à cause d’ennuis cardiaques. À la même époque, Noir et Blanc cesse de paraître. Rü disparait des journaux, mais ne s’arrête pas de dessiner. Il participe tardivement à quelques festivals (Saint-Estève 1993, Guérande 1995).
Il meurt le 15 octobre 1995, à 71 ans.

## Style
Selon Catherine Saint-Martin, dans son ouvrage Dico Solo, il a « un style personnel, dégagé de toute influence, au service d'un humour plein de trouvailles : anguleux, dépouillé, sobre, immédiatement repérable. »
Pour Alain Manevy, dans Le livre d'or de l'humour français : « Inspiré par l'art de l'Égypte, l'art roman et le cubisme, RÜ a défendu le dessin direct, sans fioriture, instinctif, privilégiant l'expression et sans légende, un genre difficile à faire accepter. »
Et, pour François Quéméré, dans son article « RÜ, le virtuose oublié » dans Papiers nickelés : « Son humour couvre un large spectre : de la blague potache à la poésie. Du non-sens à l’humour noir. De la vie de tous les jours à la référence historique. Du clin d'œil à l’attaque cruelle. Sans complaisance pour les politiques et les institutions, ce qui aura du mal à passer auprès de certaines rédactions. Beaucoup de dessins seront refusés. »

## Parutions
Périodiques
- Noir et Blanc, 1947-70.
- Samedi-Soir, 1947-55.
- Action, 1947-48.
- Les Lettres françaises, 1947-48.
- Radio Revue (Allemagne), 1947.
- Regards, 1948-51.
- Men Only (en), Die Woche (Suisse), Le Progrès Dimanche, Le Progrès égyptien. 1948.
- France Dimanche, 1948-56.
- La Bataille, Le Rire, Lilliput (Angleterre), L'Illustré (Suisse), 1949.
- Oxygène, Gaudeamus, La Réforme illustrée (Égypte),1950.
- Caliban, 1950-53.
- C’est la vie, 1950-51.
- Ici Paris, 1950-54.
- Sic, 1951.
- Le Cinématographe, Münchner illustrierte (Allemagne), 1952.
- London opinion (Angleterre), Paris-Presse,1953.
- La Presse, Nord matin, 1953-54.
- Lectures pour Tous, Paris Graphic, Optimiste, Le Provençal, La Montagne, La vie catholique, Neue Illustrierte, Deutsche Illustrierte, Berliner Illustrierte (Allemagne), 1954.
- Plaisir de France, 1954-55.
- Semaine du Monde, Daily Telegraph (en),1954-55 et 57.
- L'Auto-Journal, 1955-56.
- Le Populaire Dimanche, 1955-59.
- L'Humanité Dimanche, Problèmes, 1956.
- Le Canard enchaîné, 1956-57 et 59.
- Aux Écoutes, 1956-59.
- V Sélections, 1957.
- Almanach Magazine de Radio-Luxembourg, 1957-59.
- Bizarre, The New-York Times, 1960.
- Le Parisien libéré, 1970.
- Q.S., Réalités.

## Fonds de ses œuvres
Depuis 1994, 74 dessins et caricatures politiques originaux sont conservés au musée de La contemporaine à l’Université Paris Nanterre.
100 dessins d'humour et 52 dessins et caricatures politiques originaux sont conservés à la BnF, dans le département des Estampes et photographies.

## Sources
(avril 2015).
- Cherchez la femme, Diogenes, Zürich, 1954.
- Wird eingefahren, Diogenes, Zürich, 1954.
- O LA LA,  Diogenes, Zürich, 1954.
- This is my Best of Humor, Whit Burnett, The Dial Press, New York, 1955.
- Cartoon Treasury, Doubleday & company, New-York, 1955.
- Cartoon 58,  Diogenes, Zürich, 1958.
- Le livre d'or de l'humour français 1945-1960, Hoëbeke, Paris, 1985.
- Interview : Caricature et caricaturistes no24, 1992.
- Histoire de France par la caricature, Larousse, Paris, 1999.
- Rü, le virtuose oublié dans Papiers nickelés no 31, 1er trimestre 2011.